# We Don’t Talk Anymore (piosenka Charliego Putha)
„We Don’t Talk Anymore” – piosenka nagrana przez amerykańskiego piosenkarza Charliego Putha i wokalistkę Selenę Gomez. Utwór pochodzi z debiutanckiego albumu Nine Track Mind. 11 maja 2016 roku Puth ogłosił na swoim Instagramie, że piosenka będzie trzecim singlem z albumu.

## Notowania
| Lista (2016)                              | Najwyższa pozycja |
| ----------------------------------------- | ----------------- |
| Australia (ARIA Charts)                   | 12                |
| Belgia (Ultratip Flanders)                | 4                 |
| Belgia (Ultratip Wallonia)                | 10                |
| Czechy (Singles Digitál Top 100)          | 80                |
| Dania (Tracklisten Top 40)                | 32                |
| Kanada (Billboard Canadian Hot 100)       | 72                |
| Francja (SNEP)                            | 100               |
| Hiszpania (PROMUSICAE)                    | 50                |
| Holandia (Single Top 100)                 | 96                |
| Nowa Zelandia (Recorded Music NZ)         | 10                |
| Stany Zjednoczone (Hot 100)               | 78                |
| Wielka Brytania (Official Charts Company) | 63                |

## Certyfikaty i sprzedaż
| Kraj                      | Certyfikat         | Sprzedaż   |
| ------------------------- | ------------------ | ---------- |
| Australia (ARIA)          | 6x platynowa płyta | 420 000+   |
| Belgia (BEA)              | platynowa płyta    | 20 000+    |
| Dania (IFPI Danmark)      | 2x platynowa płyta | 180 000+   |
| Francja (SNEP)            | diamentowa płyta   | 333 333+   |
| Hiszpania (Promusicae)    | 3x platynowa płyta | 180 000+   |
| Kanada (MC)               | 4x platynowa płyta | 320 000+   |
| Niemcy (BVMI)             | złota płyta        | 200 000+   |
| Nowa Zelandia (RMNZ)      | platynowa płyta    | 30 000+    |
| Polska (ZPAV)             | 3x platynowa płyta | 150 000+   |
| Portugalia (AFP)          | 2x platynowa płyta | 20 000+    |
| Stany Zjednoczone (RIAA)  | 5x platynowa płyta | 5 000 000+ |
| Szwajcaria (IFPI Schweiz) | złota płyta        | 15 000+    |
| Wielka Brytania (BPI)     | 2x platynowa płyta | 1 200 000+ |
| Włochy (FIMI)             | 5x platynowa płyta | 250 000+   |